# Carry On
Carry On är ett album av Chris Cornell, utgivet den 28 maj 2007. Det var hans andra soloalbum och det första efter att ha lämnat Audioslave. Det nådde 17:e plats på Billboard 200. Den största hiten på albumet var "You Know My Name", som även var ledmotiv i Bondfilmen Casino Royale.

## Låtlista
Samtliga låtar skrivna av Chris Cornell, om annat inte anges.
1. "No Such Thing" - 3:45
2. "Poison Eye" - 3:57
3. "Arms Around Your Love" - 3:34
4. "Safe and Sound" - 4:17
5. "She'll Never Be Your Man" - 3:24
6. "Ghosts" - 3:52
7. "Killing Birds" - 3:39
8. "Billie Jean" (Michael Jackson) - 4:41
9. "Scar on the Sky" - 3:40
10. "Your Soul Today" - 3:27
11. "Finally Forever" - 3:37
12. "Silence the Voices" - 4:27
13. "Disappearing Act" - 4:33
14. "You Know My Name" (David Arnold/Chris Cornell) - 4:00
Bonusspår
15. "Today" - 3:03
16. "Roads We Choose" - 3:51